# Octoglena anura
Octoglena anura är en mångfotingart som först beskrevs av Cook 1904.  Octoglena anura ingår i släktet Octoglena och familjen Hirudisomatidae. Inga underarter finns listade i Catalogue of Life.